# Tubo de Ensaio (programa de rádio)
Tubo de Ensaio foi um programa de rádio humorístico português, focado na atualidade. A rubrica diária era escrita por João Quadros e Bruno Nogueira; o actor interpretava os textos. 
O programa esteve no ar na TSF ao longo de dois períodos: primeiro de 2007 a 2015 e, mais tarde, de 2018 até 2022. A sua última emissão foi a 30 de junho de 2022.
Durante o interregno, o formato passou para a emissora pública, na Antena 1 e Antena 3, onde se intitulava Mata-Bicho. As crónicas do programa deram origem a vários livros, assinados por ambos os autores.